# 万金山乡
万金山乡，是中华人民共和国黑龙江省双鸭山市宝清县下辖的一个乡镇级行政单位。

## 行政区划
万金山乡下辖以下地区：
万隆村、红光村、兴国村、方胜村、农业场村、三星村、万中村、新星村、金山村、宝金村、志强村和良种场。